# همش توی ذهنمه (فلکس)
«همش توی ذهنمه (فلکس)» (به انگلیسی: All in My Head (Flex)) ترانه‌ای است که توسط گروه موسیقی دخترانه اهل ایالات متحده آمریکا فیفت هارمونی، با همراهی آوازهای خواننده رپ فتی واپ ضبط شده است. این ترانه در ۲۷ مه ۲۰۱۶ توسط اپیک رکوردز منتشر شد.
از نظر تجاری، ترانه به رتبه ۲۴ در جدول فروش موسیقی ۱۰۰ آهنگ داغ بیلبورد رسید. «همش توی ذهنمه (فلکس)» همچنین جایزه رده‌بندی ترانه تابستان را از جوایز موزیک ویدئوی ام‌تی‌وی ۲۰۱۶ را به دست آورد.